# Росія в Першій світовій війні
Росія в Першій світовій війні — участь Російської імперії у Першій світовій війні з 1914 по 1917 рік. Метою Росії було завоювання територій до Середземного моря, а також територіальні завоювання на Балканах. Військові невдачі спричинили невдоволення народних мас царським режимом, який і до того втрачав свою прихильність серед більшості населення. 3 березня 1918 року Росія підписала Берестейський мир, згідно з яким звільняла частину території України, Білорусі, Польщі та Балтії.

## Причини участі Росії у війні
У Російській імперії в лютому 1914 року рада міністрів прийшла до висновку, що найбільш сприятлива можливість для завоювання Константинополя виникне в контексті загальноєвропейської війни. В квітні 1914 року Микола ІІ затвердив рекомендації свого кабінету і доручив уряду вжити всіх необхідних заходів для того, щоб при першій же можливості захопити Константинополь, Босфор і Дарданели.
Під час зустрічі Миколи II з Вільгельмом II у Потсдамі в листопаді 1910 року Німеччина запропонувала Росії укласти угоди про взаємне зобов’язання не брати участі в будь-яких діях і угрупованнях, спрямованих один проти одного. Оголошення про потсдамські переговори, зроблене незабаром рейхсканцлером у німецькому рейхстагу, викликало переполох в країнах Антанти. Англія і Франція, з допомогою політичного й економічного тиску, примусили Росію відмовитись від подібної угоди з Німеччиною. У 1911 році Німеччина та Росія уклали договір з окремих питань щодо Персії. Подальші події, пов’язані з кризою в Марокко, що загрожували перейти у війну між Німеччиною і Францією, призвели до того, що Росія твердо заявила, що вона підтримає Францію.
Більшовики відстоювали інтернаціоналістичні позиції й постійно нагадували робітничому класові, всім трудящим про небезпеку війни, закликали їх вести рішучу боротьбу з соціал-шовінізмом.

## Російська армія
У збільшенні чисельності армії Росія не відставала від Франції і Німеччини. Російська регулярна армія мирного часу з 1871 по 1904 рік була збільшена з 761 602 до 1 0944 061 чоловіка. По штатах з 1912 року у складі армії передбачувалося мати 1 384 905 чоловік. Наприкінці 1913 року в Росії була затверджена «Велика програма по посиленню армії», яка передбачала збільшення сухопутних сил Росії мирного часу до 1917 року ще на 408 000 чоловік. Значно посилювалась артилерія. Здійснення програми вимагало одноразової витрати в 500 мільйонів рублів.
У Росії ще в мирний час намічалося створити фронтові об'єднання (дві-чотири армії) на випадок війни. Армія включала в свій склад три-шість армійських корпусів, кавалерійські частини, інженерні частини. Росія мала 263 літаки у складі військової авіації.
У Росії з'явилися гідролітаки, сконструйовані Д. П. Григоровичем в 1912—1913 роках, а також перші в світі бомбардувальники з 4-ма двигунами конструкції Сікорського. По своїх льотних якостях вони значно перевершували створені згодом аналогічні типи іноземних машин.
У російській армії з 1900 року розроблялася нова система управління. Ще з минулого часу в Росії намічалося створення фронтових управлінь, яку об'єднували по 2-4 армії. Призначалося, що за умови боротьби одночасно проти декількох супротивників на значному протязі західної мережі, головнокомандуючий, не в змозі буде один направляти операції всіх підлеглих йому армій, особливу у разі переходу їх в наступ, коли вони діятимуть в напрямках, що розходяться. Тому було вирішено створити проміжну інстанцію, а саме командувачів фронтами. Передбачалося, що російське головне командування управлятиме діями фронтів, а фронти — арміями.
Росія прагнула до збільшення своїх флотів за рахунок споруди нових, сучасніших кораблів. Проте фінансово-економічні можливості цих країн не дозволяли повністю здійснити прийнятні кораблебудівні програми. Царський уряд, який втратив під час російсько-японської війни 1904—1905 років майже всю Тихоокеанську ескадру і найкращі кораблі Балтійського флоту, послані на Далекий Схід, направляв зусилля на відновлення і подальший розвиток військово-морського флоту. З цією метою в період з 1905 по 1914 рік було розроблено декілька суднобудівельних програм, яку передбачали добудову раніш закладених 4 ескадрених броненосців, 4 броненосних крейсерів, 4 канонерських й 2 підводних човнів, 2 мінних загороджувачі і споруду нових 8 лінійних кораблів, 4 лінійних і 10 легких крейсерів, 67 ескадрених міноносців і 36 підводних човнів. Проте до початку війни жодна з цих програм не була завершена.
Перші російські кораблі-дреноути («Севастополь», «Гангут», «Петропавловськ» і «Полтава») були закладені влітку 1909 року на Балтійському і Адміралтейському заводах в Петербурзі відповідно до програми кораблебудування 1908 року. Споруда їх затягнулася, і вони були доведені до ладу в листопаді-грудні 1914 року.
Органом управління військово-морськими силами Росії було Морське міністерство, яке у 1911 році очолив адмірал І. К. Григорович.

## Економіка Росії в роки війни
На початку 1915 року було створено спеціальні державні установи – Особливі наради з оборони, щодо забезпечення паливом шляхів сполучення (установ, підприємств, що працюють на оборону), з перевезень палива, продовольства і військових вантажів, з продовольчої справи, по влаштуванню біженців. Найважливішим була Особлива нарада з оборони.
У роботі Особливих нарад з чиновниками міністерств брали участь представники регулюючих державних органів, Державної думи, Державної ради, що знаходилася під впливом монополій і банків. Все це свідчило про зрощенні державного апарату з капіталом та оформленні державно-монополістичного капіталізму.
З метою надати допомогу фронту буржуазією і поміщиками були утворені Всеросійський земський союз і Всеросійський міський союз, що створили об’єднаний комітет – Земгор. Для організації допомоги хворим, пораненим і біженцям були засновані губернські, повітові, фронтові і обласні комітети, які виконували потім в кустарних і дрібних підприємствах замовлення військового відомства на одяг, взуття, обмундирування. Однак із загальної суми замовлень у 242 мільйони карбованців організації Земгора випустили продукцію лише на 80 мільйонів рублів. У 1916 році діяльність Земгора була згорнута. 
Проблеми армії мали вирішальне значення для промисловості. Певні успіхи були досягнуті у виробництві артилерійських снарядів і патронів, переважно за рахунок згортання виробництва мирної продукції. Основною продукцією машинобудівних, металообробних і металургійних підприємств стали гармати, снаряди, міни, колючий дріт .
Переходили на випуск необхідної фронту продукції і підприємства легкої промисловості. Близько 80% продукції текстильної промисловості направлялося на фронт. У роки війни різко зріс обсяг металообробки, її приріст в 1916 році склав 300%. Продукція хімічної промисловості збільшилась в 2,5 рази. Особливо зросло виробництво озброєння і боєприпасів. На кінець 1916 року військову продукцію виробляли 4500 підприємств, на яких було зайнято 2,2 мільйонів робітників, і 3800 підприємств з 1,6 мільйонами робітників. За 1914-1917 року російською промисловістю було вироблено 11,7 тисяч стволів усіх гармат, 3,3 мільйон гвинтівок, 65 мільйонів снарядів.
Однак нестача озброєння на фронтах залишалася гострою, і уряд був змушений на початку війни звернутися до замовлень за кордон. Вартість розміщених замовлень у США, Англії, Франції, Швеції, Японії й інших країнах склала величезну суму. Замовлення військового відомства обійшлося у 3,2 мільярдів рублів. Зовнішній борг Росії за роки війни зріс на 7 мільярдів рублів і до кінця 1917 року досяг 11,3 мільярдів рублів.
Загальноекономічне становище країни погіршилося. Руйнівний вплив війни зазнавало сільське господарство. Призов до армії самих працездатних чоловіків позбавив сільське господарство працівників і годувальників. Посівні площі скоротилися на 10 мільйонів десятини. Збір зернових скоротився з 2,8 мільярдів пудів у 1913 році до 2,2 мільярдів пудів у 1916 – 1917 роках.

Брусилов та Микола II

Скоротилося поголів’я коней. Населення великих міст страждало від продовольчої кризи.
Транспорт не забезпечував потреби фронту і тилу. Евакуація прифронтових районів у 1915 році викликала хаос на залізницях.  Навесні 1916 року для перевезення вантажів було потрібно 150 000 вагонів. До зими 1916 – 1917 років транспорт був паралізований. Заглиблювалась паливна і сировинна криза. Взимку 1915 – 1916 років потреби Московського району в паливі задовольнялися лише на 46%, Петроградського – на 40%.
День війни Росії обходився у 50 мільйонів карбованців. Дедалі більші витрати на ведення війни уряд намагався заповнити збільшенням випуску паперових грошей (їх випуск в роки війни збільшився у шість разів), внутрішніми та зовнішніми позиками і збільшенням податкового обкладання.

## Хід війни
Східно-Прусська операція (1914), Галицька битва, Лодзька битва, Брусиловський прорив

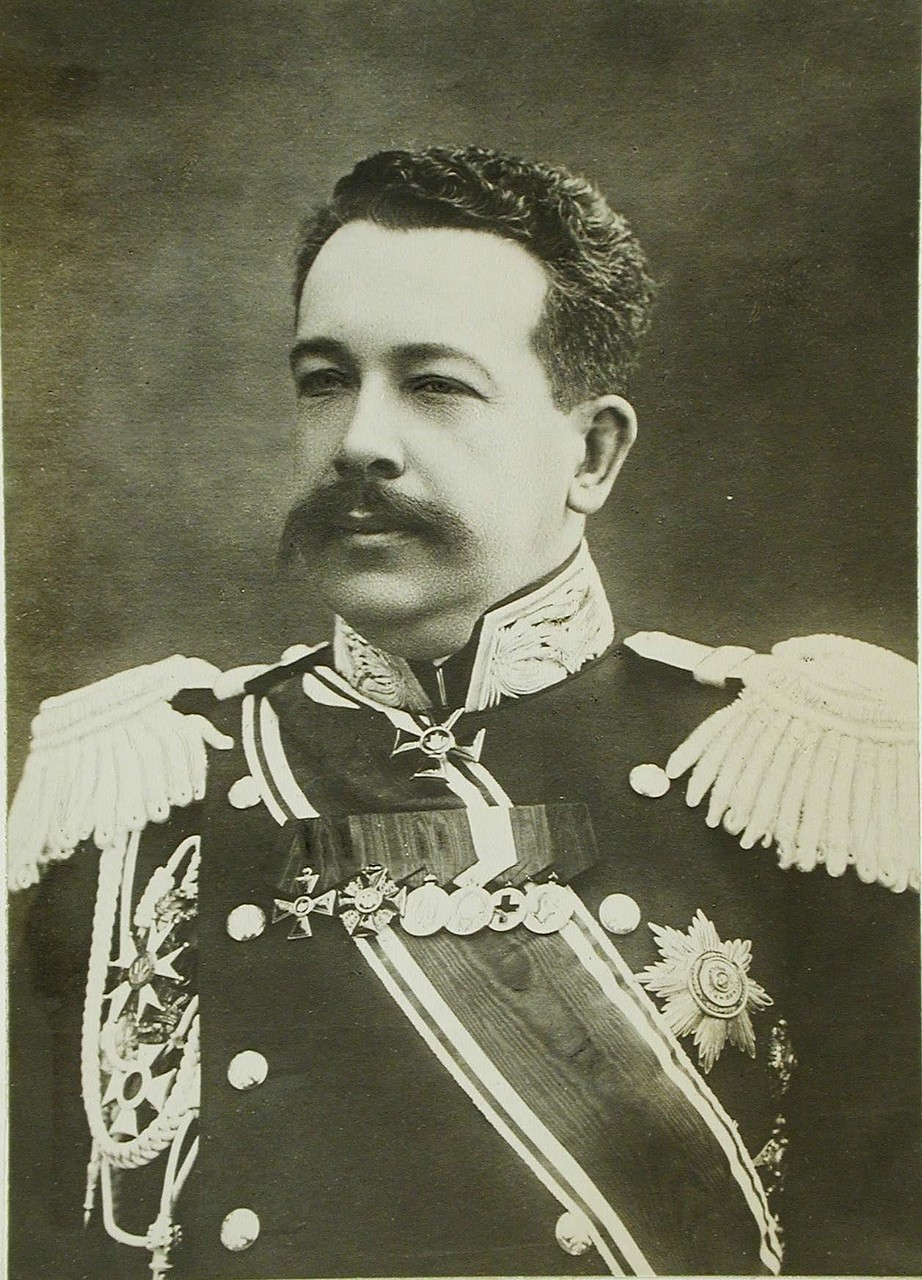
Князь Микола Янушевич

Армія Російської імперії на першому етапі протистояння воювала на фронтах Північно-Східного театру, де їй були завдано перших нищівних ударів. В перші роки війни вдавалося взнаки незабезпеченість армії технічними засобами. Російське командування не мало реальної інформації про наслідки своїх дій. В російській армії не вистачало телефонів, кабелів і зв'язківців. Завдяки прослуховуванню відкритих радіопереговорів німецьке командування прекрасно уявляло розташування росіян. Росія зазнала нищівної поразки в битві на території східної Пруссії.
Продовж 1914 року Росія намагалась реабілітувати себе успіхами у війні проти Австро-Угорщини, перемігши австро-угорське військо на Галичині. Під час Галицької битви Росія втратила близько 255 000 осіб, втрати ворога складали 300 000 вбитими та пораненими й 100 000 взятими в полон. Відбивши австрійський наступ, росіяни зайняли Львів.
В березні 1915 року росіянам вдалось захопити Перемишль із стотисячним гарнізоном. Таким чином, українська Галичина була окупована, Росія вийшла на Карпати, здійснивши давню стратегічну мрію про нависання над рівнинами Подунав'я з перспективою прориву на Балкани.
Великий князь Микола Миколайович планував наступ на Сілезію, але німецьке командування, перекинувши з Пруссії армію Маккензена, локалізувала успіх росіян. Росіяни взяли Лодзь, але про наступ в південну Німеччину мови не було.
У 1915 р. Німеччина та Австрія спробували досягти вирішальної перемоги на сході. Для цього була сформована нова армія Маккензена, яка маючи чисельну перевагу, розгромила 3-тю армію Радко-Дмитрієва і вийшла до р. Сян. Російська армія, уникаючи оточення, організовано відійшла. Миколу Янушкевича було усунено від керівництва збройними силами. Головне командування Микола ІІ взяв на себе.
Росіяни вели вдалі військові дії на Кавказі і зайняли Трапезунд, проте, серйозного впливу на європейські події це не мало.
В 1916 році росіяни спробували перехопити ініціативу. В березні російські війська пішли у наступ біля о. Нароч, де зазнали колосальних втрат. Загалом, росіяни втратили вбитими від 70 до 100 тисяч чоловік, в той час як німці — 20 тисяч.
В результаті атак німецько-австрійських військ, Росія втратила частину території України, Білорусі, Польщі та Балтійського регіону, що стало значним ударом для імперії. Корінним переломом у військових діях був Брусиловський прорив 1916 року, після якого перспективи у військових діях виявилися на боці Антанти. Росіяни не мали чисельної переваги над австро-угорськими військами і не провели тривалої артилерійської підготовки, але їх удар для ворога був несподіваний і фронтальний, на ділянці завширшки в 450 кілометрів, що не давало можливості визначити головні і другорядні напрями. Після наступу російської армії під керівництвом О. Брусилова, військові сили Троїстого союзу прийняли позицію оборони. Проте, росіяни зазнали великих втрат, і у вересні німцями і австрійцями наступ був зупинений. Український філософ та історик Мирослав Попович у книзі «Червоне століття» пише, що цей лобовий удар на першому етапі приніс успіх росіянам, який вони не мали ні раніше, ні пізніше. Зокрема, він допоміг французам витримати коло Вердена. Однак, втрати росіян були величезні. Дослідження російських істориків кажуть про те, що Брусилов применшував свої втрати в офіційних доносах вдесятеро.

### Вихід із війни
Операція «Альбіон», Лютнева революція
Уявлення про Росію як про невичерпне джерело «гарматного м'яса» було дуже поширеним серед західних політиків й простого люду. Полковник Енгель-Гард, який у роки війни займався відносинами між союзниками у Державній думі згадував, що вони не могли повірити у близькість людських ресурсів Росії до вичерпання. 20 % новобранців були непридатні до служби за станом здоров'я, юнкерські училища не могли підготувати потрібну кількість офіцерів через загальний низький освітній рівень.
На завершальному етапі Першої світової війни у Росії спалахнула політична криза, результатом якої стала Лютнева революція. Тимчасовий уряд докладав максимум зусиль, щоб Росія продовжила участь у війні, оскільки скороспішний вихід міг спричинити за собою позбавлення репарацій. Проте, російський народ був виснажений й незацікавлений в продовженні воєнних дій.
Однак масштабні поразки влітку 1917 року не дозволили російським військам вести повноцінні військові дії, а в державному казначействі не залишилося коштів для зміцнення армії. В Росії панували антивоєнні настрої і нікого не цікавило, яких територіальних втрат зазнає країна. Зокрема, лідер більшовиків В. Ленін обіцяв визнати незалежність Фінляндії та Польщі. Остаточний вихід Росії з Першої світової війни відбувся після встановлення влади більшовиків, яких держави Антанти не бажали визнавати. У березні 1918 року між більшовиками та німецьким урядом було підписано мирний договір. В знак помсти комуністам держави Антанти, які хотіли відновити в Росії монархію, направили туди свою інтервенцію.

## Втрати
За абсолютною кількістю втрат у Першій світовій війні Німеччина та Росія опинились на першому і другому місці. Російські жертви по кількості убитих і померлих на 1000 жителів країни були щоправда не такими значними, як жертви інших країн. Росія втратила убитими 1,8 млн, в той час як Франція — 1,3 млн. На 100 офіцерів було убито 8,25, а на 100 солдатів — 5,94 чоловіка. До першої десятки відносно найбільш постраждалих країн Росія не входить, попри величезну кількість жертв, вона опинилась навіть у кращому становищі, ніж Нова Зеландія і Австралія.